# ریوتارو سونودا
ریوتارو سونودا (ژاپنی: 角田 涼太朗؛ زادهٔ ۲۷ ژوئن ۱۹۹۹) یک بازیکن فوتبال اهل ژاپن است.
از باشگاه‌هایی که در آن بازی کرده‌است می‌توان به باشگاه فوتبال یوکوهاما مارینوس اشاره کرد.